# Titer (Chemie)
Mit Titer (früher auch Normalfaktor) wird in der Chemie ein Faktor bezeichnet, der in einem Zweig der Analytischen Chemie, der Maßanalyse, eine Rolle spielt.

## Definition und Anwendung
Der Titer t ist ein Faktor, der die Abweichung der tatsächlichen Konzentration cist von der gewünschten Konzentration csoll einer Maßlösung angibt: 
{\displaystyle t={\frac {c_{\text{ist}}}{c_{\text{soll}}}}}
Die Berechnung der bei einer Titration zugeführten Stoffmenge n erfolgt über das Produkt der Konzentration csoll, des Titers t und dem verbrauchten Volumen V:
{\displaystyle n=V\cdot t\cdot c_{\text{soll}}}
Der Titer ist ein für die jeweilige Maßlösung spezifischer Wert. Die Titerbestimmung erfolgt in der Regel mit einer geeigneten Urtitersubstanz. Sinnvollerweise wird zur Titerbestimmung die gleiche Methode wie für die angestrebte Messung verwendet. 
Das Arzneibuch, die Rechtsvorschrift für die Analytik in der Apotheke und der Pharmazeutischen Industrie, schreibt vor, dass der Titer maximal um 10 % abweichen darf, also einen Wert zwischen 0,9 und 1,1 haben muss, da sonst bei Gehaltsbestimmungen Probleme auftreten können.

## Nomenklatur
Bis in die zweite Hälfte des 20. Jahrhunderts hatte das Wort Titer in der Chemie nur die Bedeutung der Konzentration einer Lösung, also die Stoffmenge je Volumeneinheit. Dann wurde es aber auch für das verwendet, was gegenwärtig als Normalfaktor bezeichnet wird. Aus dem Wort Titer wurde also ein Homonym mit zwei Bedeutungen. Da dies zu Missverständnissen führte, wurde vorgeschlagen, es in der Chemie nicht mehr zu verwenden und für seine beiden Bedeutungen nur noch die Ausdrücke Konzentration beziehungsweise Normalfaktor anzuwenden. Bei Wiktionary (siehe unten) hat das Wort Titer die Bedeutung Gehalt, Konzentration.